# 工人阶级

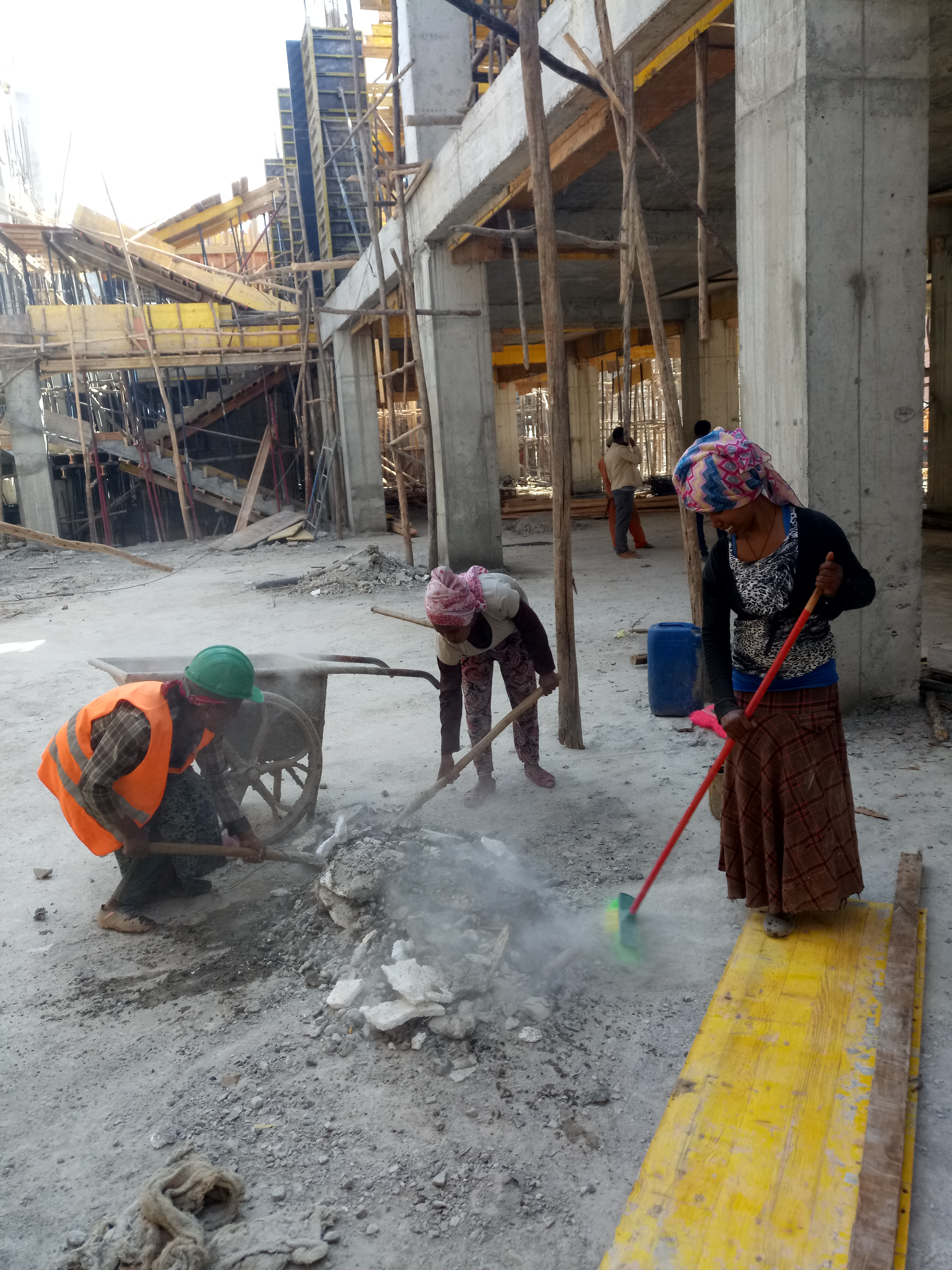
2017年，埃塞俄比亚圣保罗医院心脏中心的建筑工人群体，该职业被普遍视为工人阶级的典型代表

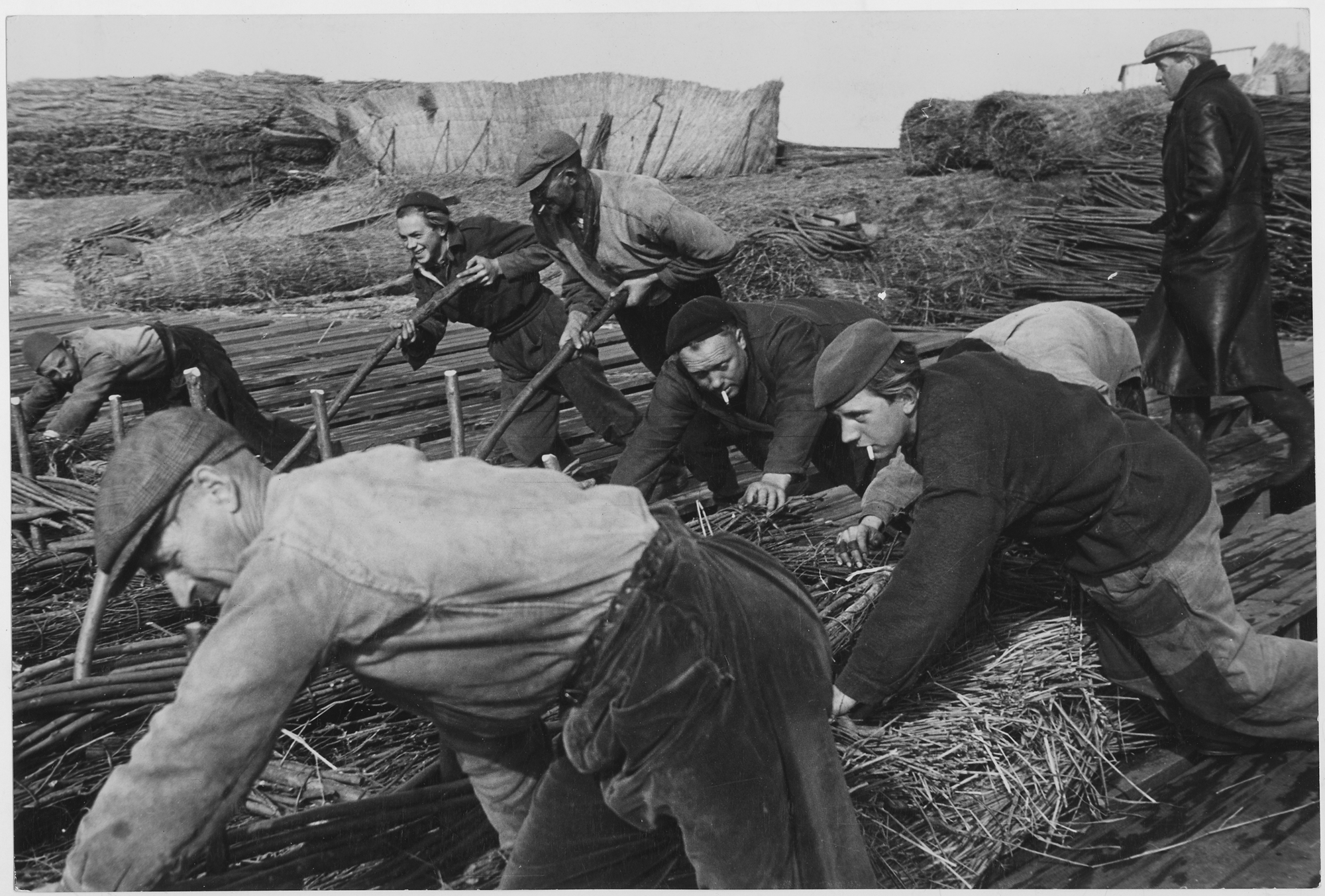
1950年荷蘭伐木勞工

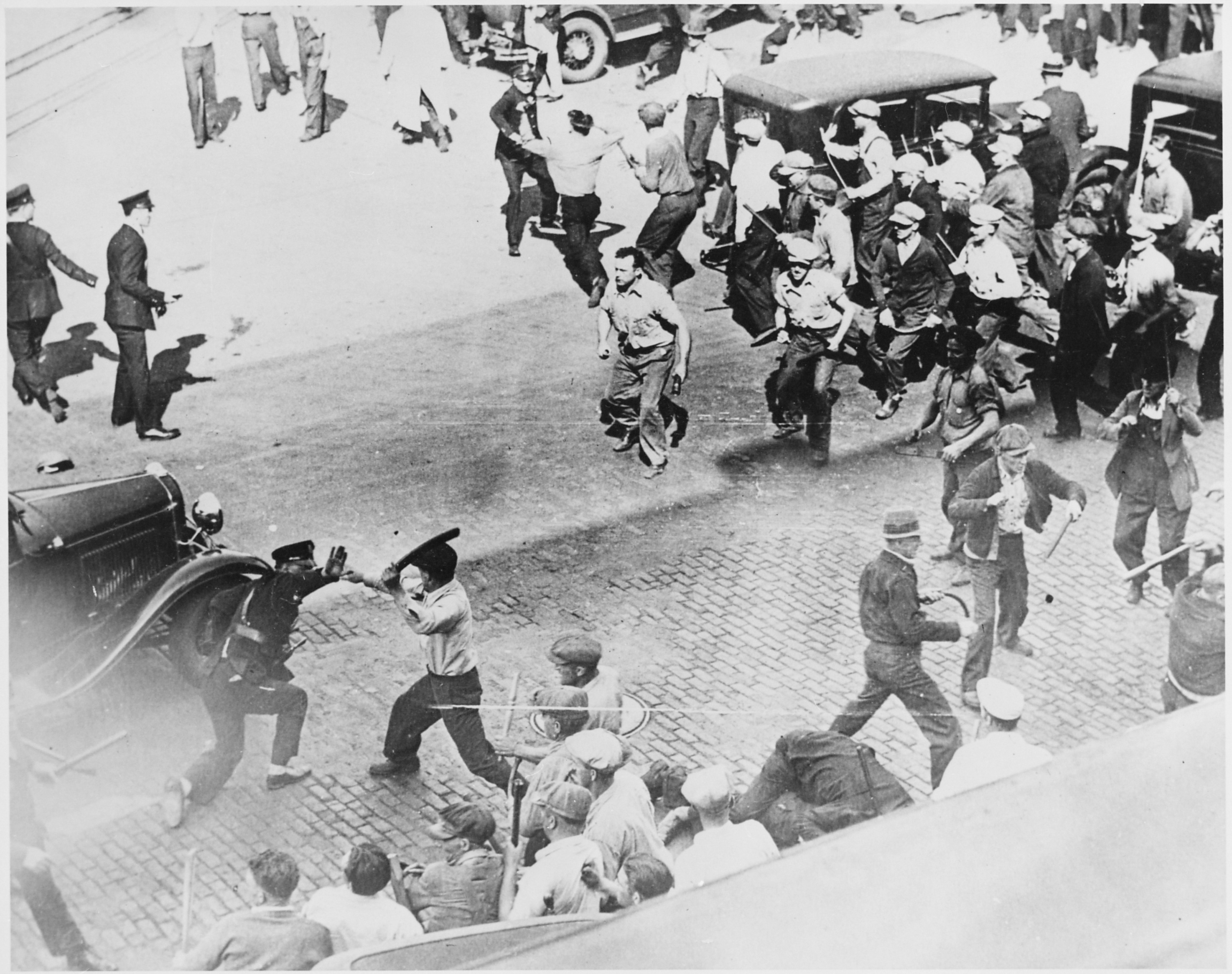
1934明尼亞波利斯市的工人階級鬥爭

工人階級（又稱勞動階級、勞動階層等）通常用于表示社会地位与社会等级，指通过工资或薪水形式获取劳动报酬的雇佣劳动者群体，是佔社會總人口比例最高的阶层。该术语没有一致的解释，主要依赖个人的立场与观点的不同来理解。工人阶级一般指的是参与雇佣劳动的人，尤其是产业工人和体力劳动者。
在较为广义的社会主义语境下，工人阶级包含一切那些靠出卖劳动力（包括体力和脑力）、不拥有生产资料的人，包括大部分体力和脑力劳动者。马克思主义认为，这类人也叫无产阶级，是被资产阶级所剥削的对象。在现代工业化社会中，几乎所有人都属于这一阶级。
在美国，通俗（非学术）语境下的“工人阶级”则是靠體力勞動獲得收入之人，一般会包含小時工、蓝领、沒有大學學位之人、一些白领和大部分粉领。工人阶级根據职业一般被分为四类：非技术工人、工匠、外包工人和工厂工人。
依據列寧主義和史達林主義的關於社會主義國家性質觀點，在社會主義國家裡，工人階級是社會主義國家的統治階級，並經由工人階級的先鋒隊——共產黨來領導國家。

### 马克思主义定义：无产阶级

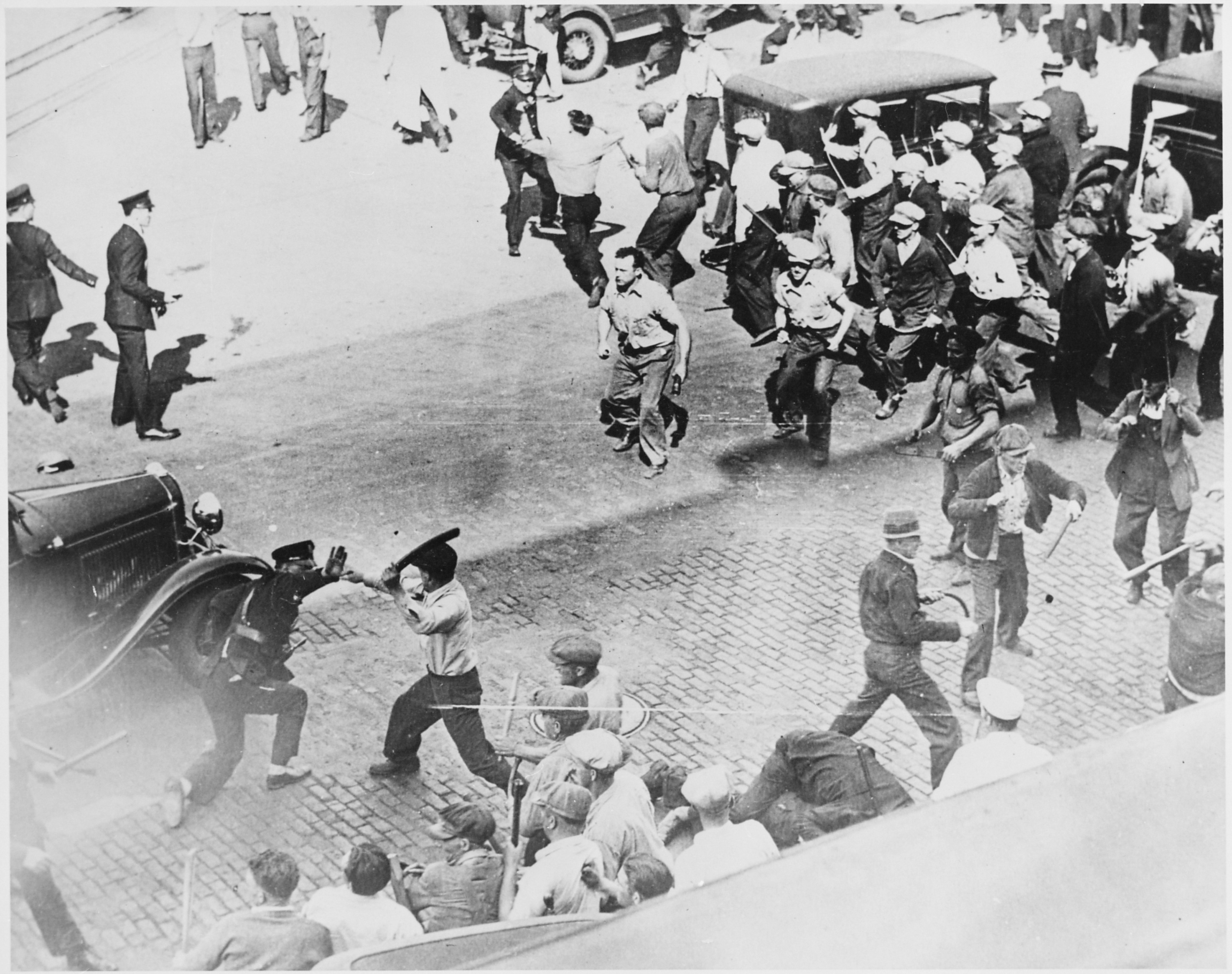
1934年6月，美国明尼苏达州明尼阿波利斯市罢工的卡车司机与警察发生街头冲突

卡尔·马克思将工人阶级或无产阶级定义为出卖劳动力以换取工资、且不占有生产资料的群体。他论证指出，正是这个阶级创造了社会财富——工人阶级实际建造桥梁、制作家具、种植粮食、抚育后代，但他们既不占有土地也不拥有工厂所有权。
作为无产阶级的一个特殊组成部分，流氓无产阶级（德语：Lumpenproletariat）是指极度贫困且无固定职业的群体，包括临时工和无家可归者。马克思认为这个群体缺乏阶级意识。

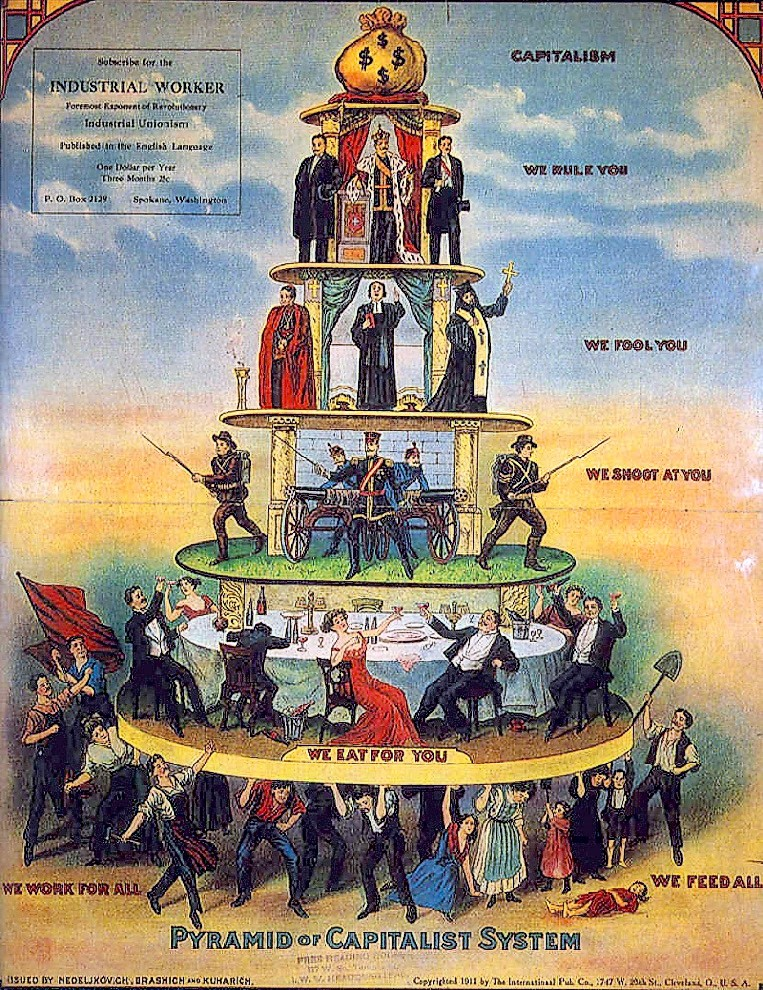
1900-1901年间共产主义者对阶级社会的构想图示。该画作基于"俄国社会主义者联盟"的宣传单页绘制

根据马克思主义理论，依靠雇佣劳动维生者和依赖福利国家救济者属于工人阶级，而依靠资本积累生活者则不属于——这种根本性对立构成了阶级斗争的基础。在《共产党宣言》中，马克思与弗里德里希·恩格斯宣告：工人阶级的历史使命是取代资本主义制度，通过建立无产阶级专政（相对于"资产阶级专政"）来废除阶级社会的生产关系，最终实现"每个人的自由发展是一切人的自由发展的条件"的共产主义社会。

## 工贼
工贼，是工人阶级内部中的一种人。工贼一般是指那些为了个人利益，而在阶级斗争过程中（无产阶级革命，集体罢工等）收受资产阶级的好处，在精神上或者行为上支持资产阶级，从而背叛和出卖了无产工人阶级利益的无产者。他们也通常被马克思主义者称呼为“资产阶级的走狗”。

## 历史发展与演变

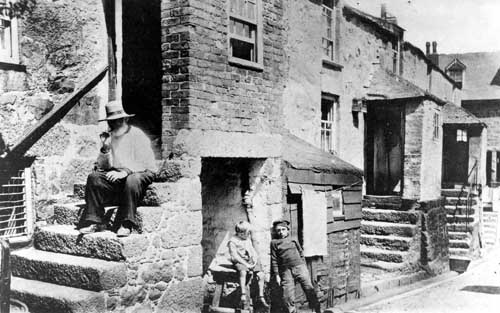
1906年英格兰康沃尔郡圣艾夫斯的工人阶级生活景象，摄于爱德华时代

在封建时代的欧洲，现代意义上的工人阶级尚未大规模形成。当时社会主体是劳动阶层，这个由不同职业、行会和工种构成的群体中，律师、工匠与农民同属社会群体中的第三等级——既非贵族也非神职人员的阶层。类似的等级结构也存在于欧洲以外的前工业社会中。这种劳动阶层的社会地位被自然法与普遍宗教教义视为天经地义，但其正当性不断受到质疑，德国农民战争便是农民阶层反抗的典型例证。
18世纪末，在启蒙时代思潮影响下，欧洲社会正处于变革之中，这种变革与上帝缔造的永恒社会秩序观念已无法调和。当时的社会精英阶层构建出一套意识形态，将劳工阶层的诸多困境归咎于其道德缺陷（如酗酒成性、怠惰散漫、不善储蓄等）。E·P·汤普森在《英国工人阶级的形成》中提出独创性观点：英国工人阶级是自身历史进程的主动缔造者。该著作系统考察了前现代劳动群体向具有政治自觉意识的现代工人阶级的转型过程。
自1917年起，若干国家开始实行名义上代表工人阶级利益的政权体制。历史学家指出，这类苏联模式社会的关键特征在于新型的无产阶级化进程——往往通过行政手段强制迁移农民和农村劳动力来实现。此后，四大工业国（中国、老挝、越南、古巴）转向了半市场化的治理模式，而朝鲜则陷入贫困与高压的恶性循环。此类政体中的其他国家（如苏联）已然解体。
1960年代以来，第三世界国家经历了大规模的土地兼并和无产阶级化进程，催生了新兴工人阶级。与此同时，印度等国家正经历渐进式社会变革，城市工人阶级规模持续扩大。

## 非正式工人阶级

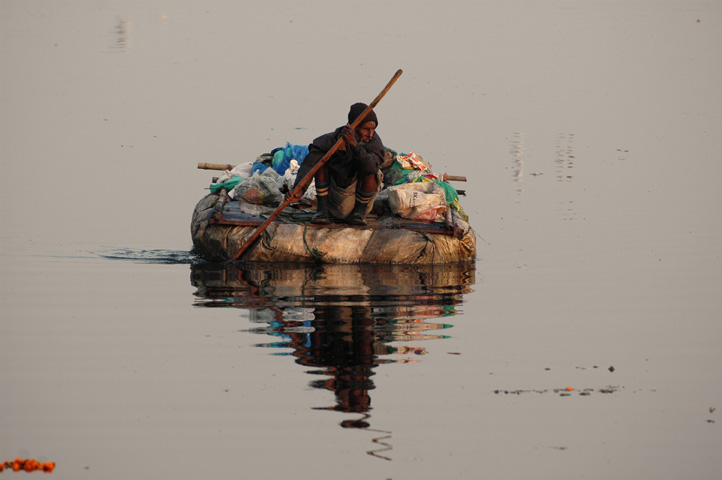
印度德里的拾荒者

非正式工人阶级是学者迈克·戴维斯提出的社会学概念，指代全球超过10亿、主要聚居在贫民窟且完全未被纳入世界经济体系的青年城市人口。戴维斯认为，这个群体已超出马克思、马克斯·韦伯或现代化理论的传统阶级理论范畴。该阶级自1960年代起在全球范围内（尤其是南半球）形成，与1920-30年代"充满希望的贫民窟"理念或传统的流氓无产阶级概念不同，其成员几乎无法获得进入正规经济结构的机遇。

## 高等教育处境
黛安·瑞伊（Diane Reay）的研究揭示了工人阶级学生在进入高等教育（尤其是研究型大学）及在校期间面临的多重挑战。其中一个关键因素在于：大学社群往往被视为典型的中产阶级社会空间，工人阶级学生因阶级差异导致的社交规范差异和学术圈层认知隔阂，容易产生强烈的"他者感"。